# Russholmen (Øygarden)
Ne doit pas être confondu avec Russholmen.
Russholmen est une île dans le landskap Sunnhordland du comté de Vestland. Elle appartient administrativement à Øygarden.

## Géographie
Rocheuse et couverte d'arbres, elle s'étend sur environ 104 m de longueur pour une largeur approximative de 64 m.